# 臺北市立圖書館天母分館
臺北市立圖書館天母分館座落於中華民國（臺灣）臺北市士林區天山里，是臺北市立圖書館的分館之一。

## 介紹
天母分館成立於1987年（民國76年）3月17日，座落於臺北市士林區中山北路七段底，為天母商圈盡頭與天母古道起點。館舍與臺北市政府天母超市合署辦公大樓共用，合署辦公之政府機關有臺北市市場處與士林區公所，為區域分館。館舍面積約900坪，館舍空間明亮寬敞，其中學習e樂園、The Magic Planet—─兒童外文區及青少年閱覽區等為特色專區，在此可感受到「天母愛閱讀」的氣息。

## 館藏特色
因天母社區及歷史發展等特性，中外人士聚居，別有一番異國氣息，1992年（民國81年）起以「語言學習」為館藏特色，擁有豐富的外語學習甚至第二外國語言圖書資源。在發展十餘年後，由於外語學習已蔚為風氣，1998年（民國87年）改以「歐洲文化」為館藏特色，2004年（民國93年）成立「歐洲文化櫥窗」與「The Magic Planet──兒童外文區」陳列主題圖書資料。

## 樓層簡介
| 樓層  | 分區 |
| ----- | --- |
| 4樓   | 天母區民活動中心                                                                                                |
| 4樓   | 參考資料區、一般圖書區、自修區、青少年閱覽區、北區成人教育資源中心、視聽室、吧台區                              |
| 3樓   | 綜合服務臺、歐洲文化櫥窗、學習e樂園、資訊檢索區、兒童閱覽室、外文圖書區、兒童外文區、期刊區／報紙閱覽區、吧台區 |
| 1-2樓 | 全聯福利中心天母中山北店使用                                                                                    |
| B1樓  | 圖書館入口 |

## 交通位置[2]

### 臺北市聯營公車
- 天母總站：224、267、616、680、685、紅19、中山幹線、重慶幹線、內科通勤專車、13、內科通勤專車15、南軟通勤專車天母線
- 天母圖書館：市民小巴16

### 台北捷運
- 淡水信義線石牌站轉公車224、紅19、重慶幹線

## 外部連結
- 臺北市立圖書館天母分館簡介 （页面存档备份，存于）
- 臺北市立圖書館天母分館 Taipei Public Library Tianmu Branch的Facebook專頁